# Andrea Milardi
Andrea Milardi (Contigliano, 26 giugno 1945 – Rieti, 24 marzo 2016) è stato un dirigente sportivo e allenatore di atletica leggera italiano, fondatore dell'Atletica Studentesca CA.RI.RI.

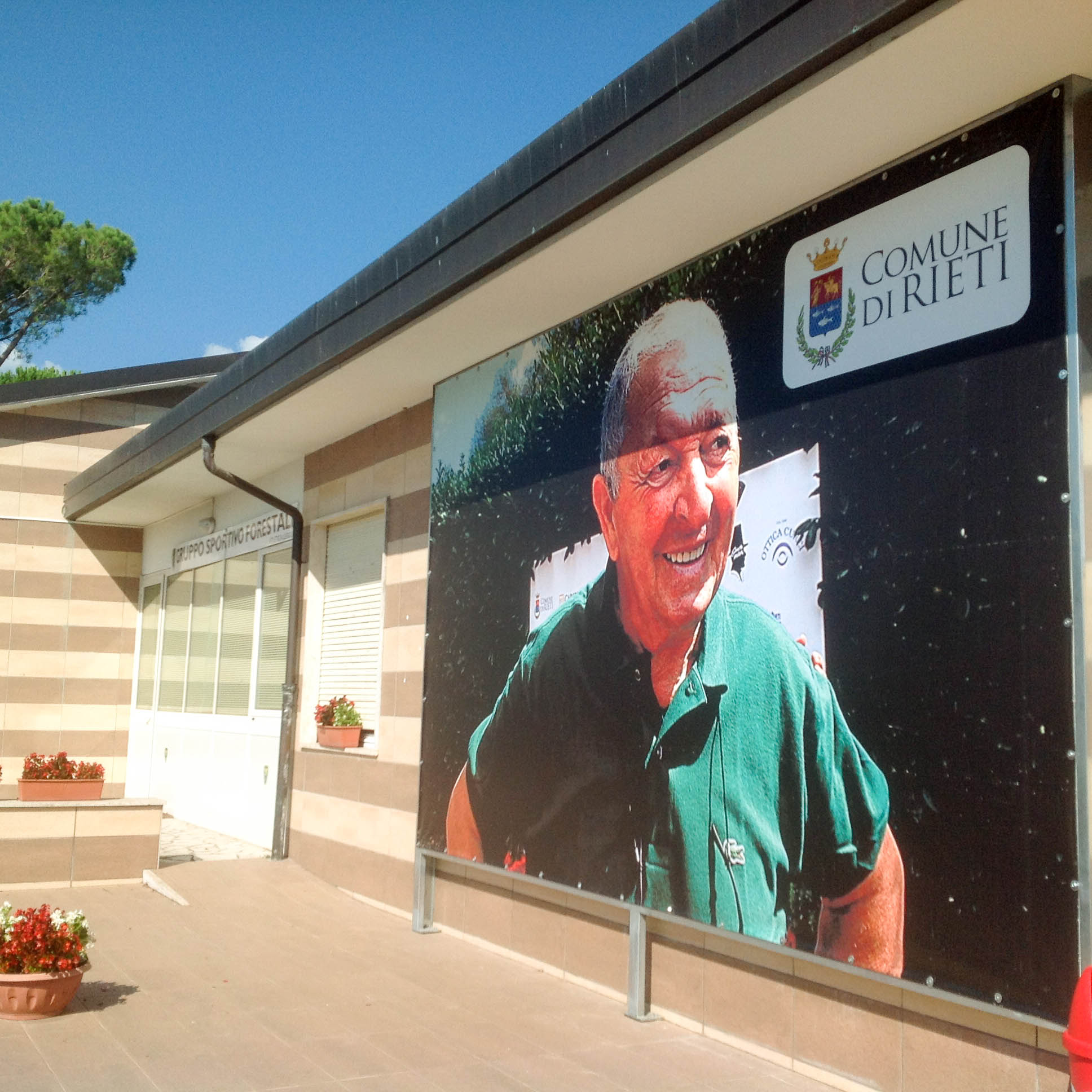
Gigantografia di Andrea Milardi sul fronte degli uffici della Studentesca CARIRI, allo stadio Guidobaldi

Dal 1992 al 2004 è stato presidente del Comitato Regionale Lazio della FIDAL per tre mandati consecutivi, mentre dal 2009 al 2012 ha ricoperto la carica di consigliere federale. È stato anche vicepresidente del Comitato Regionale Lazio del CONI.
Insegnante di educazione fisica, in qualità di tecnico era specializzato nel mezzofondo, specialità della quale fu coordinatore per FIDAL Rieti fino al 2011.
Nel 1975, quando, per mancanza di fondi da parte dello sponsor, fu sciolta l'Atletica Alco Rieti, insieme a Raul Guidobaldi Milardi fondò l'Atletica Studentesca CA.RI.RI., per la quale assunse il ruolo di direttore tecnico fino al 2016, anno della sua morte.
In 40 anni di Studentesca Cariri ha allenato e raccolto i dati agonistici di migliaia di giovani atleti reatini, tra cui il vicempione del mondo di salto in lungo 2007 Andrew Howe, la medaglia di bronzo ai giochi olimpici di Parigi 2024 Mattia Furlani oltre ad altri numerosi atleti che si sono affermati in ambito nazionale e internazionale.
Il "Campo scuola" di Rieti è divenuto, grazie al lavoro svolto da Milardi, il principale e più attrezzato campo di allenamento in Italia di atletica giovanile.
Dopo la sua scomparsa per una malattia incurabile gli è stata intitolata l'Atletica Studentesca CA.RI.RI., che ha cambiato nome in Studentesca Andrea Milardi, e il profilo del suo viso è stato aggiunto al logo della società.